# Prelazia Territorial de El Salto
A Prelazia Territorial de El Salto (em latim: Praelatura Territorialis Saltensis in Mexico) é uma prelazia da Igreja Católica localizada no município  de El Salto, no estado de Jalisco,  no México. Foi fundada em 10 de junho de 1968 pelo Papa Paulo VI. Com uma população católica de 369.000 habitantes, sendo 85,2% da população total, possui 15 paróquias com dados de 2021.

## História
Em 10 de junho de 1968 o Papa Paulo VI cria a Prelazia Territorial de El Salto através dos territórios da Arquidiocese de Durango e da Diocese de Mazatlán. Em 1987 a prelazia ganha parte do território da Arquidiocese de Durango.

## Lista de prelados
A seguir uma lista de prelados desde a criação da prelazia em 1968. 
|                                      | Nome                             | Período              | Notas                          |
| Prelados de El Salto                 | Prelados de El Salto             | Prelados de El Salto | Prelados de El Salto           |
| ------------------------------------ | -------------------------------- | -------------------- | ------------------------------ |
| 4º                                   | Juan María Huerta Muro, O.F.M.   | 2012 – 2025          | Nomeado Bispo de Xochimilco    |
| 3º                                   | Ruy Rendón Leal                  | 2005 - 2011          | Nomeado bispo de Matamoros     |
| 2º                                   | Manuel Mireles Vaquera           | 1988 - 2005          | Prelado emérito dessa prelazia |
| 1º                                   | Francisco Medina Ramírez, O.C.D. | 1973 - 1988          | Faleceu no cargo               |
| Administrador apostólico de El Salto |                                  |                      |                                |
| 1º                                   | Francisco Medina Ramírez, O.C.D. | 1968 - 1973          | Nomeado prelado dessa prelazia |